# Gymnostoma nodiflorum
Gymnostoma nodiflorum är en tvåhjärtbladig växtart som först beskrevs av Carl Peter Thunberg, och fick sitt nu gällande namn av Lawrence Alexander Sidney Johnson. Gymnostoma nodiflorum ingår i släktet Gymnostoma och familjen Casuarinaceae. Inga underarter finns listade i Catalogue of Life.